# A W.I.T.C.H. főbb helyszínei
Az alábbi oldal a W.I.T.C.H. olasz képregény és az azonos című francia animációs sorozat főbb helyszíneit mutatja be részletesen.

## Főbb helyszínek

### Heatherfield
Heatherfield egy földi város, ahol az öt Őrző él családjaikkal és barátaikkal együtt. Heatherfield nem tartozik a nagyvárosok közé, de nem is egy kis település. Heatherfieldben található az Ezüst Sárkány és a Sheffield Intézet, a lányok iskolája is. Az első évadban Will és az anyja, Susan újak a városban. Pár nappal „A beavatás” című rész történései előtt költöznek Heatherfieldbe, mivel Susant áthelyezték a cégnél, ahol dolgozik. Heatherfieldben él Elyon is a nevelőszüleivel együtt, akik valójában Meridiánról származnak. Az első évad során, mikor Phobos és Cedric meg akarják találni Meridián trónjának igazi örökösét, Phobos átküldi Cedricet a Fátylon, aki felveszi egy városi ember alakját és egy helyi könyvesbolt tulajdonosa lesz. 
A második évadban a „Zenit” című részben Cedric a Föld erőforrásának nevezi Heatherfieldet, ami megmagyarázza egyrészt, hogy miért a heatherfieldi tinédzserek közül kerülnek ki az Őrzők, másrészt, hogy mikor a Fátyol fennáll a világok között, miért csak Heatherfieldben nyílnak átjárók.

### Ezüst Sárkány
Az Ezüst Sárkány egy kínai étterem Heatherfieldben és egyben a Lin család lakhelye is. Az éttermet Hay Lin szülei és a nagymamája, Yan Lin vezetik. Az Ezüst Sárkány először „A beavatás” című epizódban tűnik fel, mikor Hay Lin, ébredő erejének köszönhetően, egy tüsszentéssel romba dönti a szobáját. Később Yan Lin itt mondja el a lányoknak, hogy kik is ők valójában és, hogy mi a feladatuk, és itt adja oda a Kandrakar szívét Willnek.
Az Ezüst Sárkány a továbbiakban is fontos szerepet játszik a történetben. A lányok idejük jelentős részét az étteremben, egészen pontosan az étterem alagsorában töltik. Ezért hívja Blunk az Ezüst Sárkányt az Őrzők főhadiszállásának. Miután a lányok kiszabadítják Caleböt Phobos börtönéből, Caleb az Ezüst Sárkányban kezd el dolgozni, mint pincér és ott is lakik. Az első és második évad során egyaránt a lányok az Ezüst Sárkányban gyűlnek össze, ha olyan dolgokról akarnak beszélni egymással, amelyek az Őrző létükhöz kapcsolódnak. Mivel Yan Lin az Ezüst Sárkányban dolgozik, mindig ott van, ha a lányoknak segítségre van szüksége.
„A felkelők megmentése” című részben Matt Willnek ajándékoz egy pelét, Mr. Huggles-t, viszont Will anyja nem engedi meg neki, hogy megtartsa, így Mr. Huggles először Irmához, majd Hay Linhez kerül, aki az étterem alagsorában fogja tartani őt. A „Veszélyes” című részben Mr. Huggles kiszabadul a ketrecéből, és óriási felfordulást okoz az étteremben, aminek következtében mennie kell.

### Sheffield Intézet
A Sheffield Intézet egyike Heatherfield iskoláinak. A Sheffield először az első évad első részében, „A beavatás”-ban tűnik fel. Az öt Őrző: Will, Irma, Taranee, Cornelia és Hay Lin is mind ide jár iskolába. Irma és Cornelia erői az iskola tornatermében mutatkoznak meg először, az ott rendezett biológia verseny alatt. Will egy osztályba jár Corneliával, Elyonnal és Mattel, míg Irma, Taranee-val és Hay Linnel van egyazon osztályban. A Sheffield jelenlegi igazgatója Knickerbocker igazgatónő, aki leginkább a szigorúságáról híres. Az iskola hátsó udvarának közepén áll egy szobor, ami az öreg Sheffieldet ábrázolja, akiről az iskola a nevét kapta és, aki valószínűleg az iskola alapítója volt. 
Az első évad során kiderül, hogy a Sheffieldnek van saját iskolaújsága, amelynek a vezetője az új történelemtanár, Mr. Collins. A második évad „Vesztes” című epizódjától kezdve a Sheffieldnek új diákrádiója lesz, a K-Ship, amit Irma vezet. Ezen kívül a Sheffield Intézetnek van egy úszócsapata is, amelynek Will is tagja. A „Győzelem” című részben kiderül, hogy Cassidy is a Sheffieldbe járt, és ő is tagja volt az iskolai úszócsapatnak.

### Meridián
Meridián egy hatalmas birodalom, egy másik világ, egy másik bolygó. Meridiánt mindig egy egyedülálló királynő irányítja, aki óriási mágikus erővel rendelkezik, ő a Meridián szíve. A királynő jelenleg Elyon Brown. Meridiánon az idő, hasonlóképp telik, mint a Földön, azzal a különbséggel, hogy Meridián mindig öt órával előrébb jár, mint a Föld. Meridián technológiai fejlettségi szintjét nagyjából a középkori Földéhez lehetne hasonlítani. A meridiáni lakosok többsége mezőgazdaságból él, de ezen kívül más foglalkozások is jelen vannak, ilyen például a katonáskodás vagy a csempészet. 
Meridián központja a palota, ahol a királynő él és ahonnan a birodalmi ügyeket intézi. A palota közelében van egy nagyobb falu, amely a történet során fontos szerepet játszik. Ebben a faluban él Aldarn és az apja, s rajtuk kívül még számos lázadó, és ebből a faluból több rejtett alagút is vezet a Végtelen Városba.
Az első évadban, mikor Yan Lin elmondja a lányoknak, kik is ők valójában és mi a feladatuk, Meridiánon kívül egyáltalán nem esik szó más világokról, így az Őrzők egészen a második évadig semmit sem tudnak Kandrakarról vagy Zamballáról.
Tizenhárom évvel az első évad történései előtt Phobos herceg került hatalomra Meridiánon, ekkor Elyon még csak csecsemő volt. Phobos felhasználva varázserejét, átváltoztatta az addig boldog és békés Meridiánt egy veszélyes és sötét hellyé. Tartva attól, hogy Phobos Meridián után a többi világot is az uralma alá akarja hajtani, Kandrakar Tanácsa úgy döntött, hogy elszigeteli Meridiánt a többi világtól, s így felemelte a Fátylat. Nem sokkal Phobos hatalomra kerülése után lázadás kezdett el szerveződni ellene, majd a lázadók egy kisebb csoportja átmenekítette Elyont a Földre, hogy Phobos ne tudja bántani. Phobos azóta keresi a húgát, mióta elvitték, és a megtalálása tizenhárom évvel később még fontosabbá válik, ugyanis szüksége van Elyonra, hogy a trónon tudjon maradni.
Az első évad folyamán Meridián, a Föld mellett az egyik legfontosabb helyszín, hiszen a cselekmény nagy része itt zajlik. Az Őrzők jó párszor utaznak Meidiánra különböző okokból. Miután Phobos és Cedric kiderítik, hogy ki az igazi örökös, Cedricnek sikerül meggyőznie Elyont és elvinnie őt Meridiánra. Mialatt Elyon Meridiánon tartózkodik, az ereje növekszik minden egyes ott töltött nappal, míg végül pár hónap múlva kiteljesedik. Mikor Elyon ereje eléri a tetőpontját Phobos megpróbálja elvenni tőle, de az Őrzőknek és a lázadóknak köszönhetően elbukik, Elyon visszakapja az erejét, bebörtönzi Phobost és a követőit a Végtelen Városban, majd visszaállítja Meridián eredeti kinézetét. Phobos legyőzése után Elyont királynővé koronázzák és a második évadban, az „Árulás” című részben megkezdődnek Meridián újjáépítési munkálatai, hogy helyrehozzák a károkat, amiket Phobos és a szolgái okoztak. Phobos legyőzésével megszűnik az általa jelentett fenyegetés, ezért az „Árulás” című epizódban Kandrakar Tanácsa leengedi a Fátylat.
Meridiánnak a második évad során is fontos szerep jut. Miután Phobost legyőzték, feltűnik Nerissa, aki terve első részeként összegyűjt párat Phobos volt követői közül és ők, mint a Bosszú Lovagjai többszörös támadásaikkal sok gondot okoznak Meridiánon. A Bosszú Lovagjai mind elbuknak az „Ékszer” című részben, miután kiszabadítják Phobost a börtönéből és megpróbálják visszafoglalni a palotát, azonban Elyon megállítja őket, és mindenkit bebörtönöz. Szintén az „Ékszer” című részben Nerissának sikerül ellopnia Elyon varázserejét egy ékszerrel, amit ő adott neki korábban. A meridiáni történések ezt követően visszaszorulnak, s majd a „Győzelem” című epizódtól lesz ismét fontos szerepe Meridiánnak, mikor Will rájön, hogy az egyetlen, aki képes legyőzni Nerissát, Phobos herceg. Will megesketi Phobost és kiszabadítja a börtönéből, akinek végül sikerül elvennie Nerissától a Pecsétjét. De Phobos nem tartja be az esküjét, Nerissa Pecsétjét felhasználva kiszabadítja a követőit, megostromolja és elfoglalja a palotát, és ismét átváltoztatja Meridiánt azzá a sötét hellyé, amely tizenhárom éven keresztül volt.
Meridián elfoglalása után Phobos megtámadja Kandrakart, de mielőtt a seregei győznének Cedric elárulja őt, és egészben lenyeli, így övé lesz Phobos és a Pecsét összes ereje. Ez után Cedric, mivel Meridián és Kandrakar is az övé, megtámadja a Földet. Ám az Őrzők végül legyőzik őt, aminek következtében Phobos kikerül a gyomrából Nerissa Pecsétjével együtt. Elyon, miután kiszabadul Nerissa Pecsétjéből újra birtokolva az erejét, visszatér Meridiánra, ismét bebörtönzi Phobost és a követőit, majd újból visszaállítja Meridián régi kinézetét és folytatja uralkodását.

#### Meridiáni lények
A Meridián birodalomban rengeteg különböző állat és egyéb, másfajta élőlény él. A legtöbb meridiáni lényre a szörny meghatározás illik a legjobban, de van köztük pár kivétel is, ilyenek például: a kastélyi őrszemek, a hogongok, az ingázók, a suttogók és Meridián azon lakói, akik nem emberek, mint Aldarn vagy Vathek. A hogongok struccszerű madarak, amelyek a béke szimbólumai Meridiánon, míg az ingázók apró, zöld, békaszerű teremtmények, akik utálják a fürdést, emiatt mindig büdösek, és többségük csempészként dolgozik. Mialatt Phobos uralkodik Meridiánon, számos ingázót rabszolgává tesz. A suttogók különös, növényszerű lények, ők Phobos tanácsadói, akik a kastélya kertjében élnek, és állítólag semmit sem lehet eltitkolni előlük.
A meridiáni szörnyek sokfélék. Vannak olyanok, amelyek rendelkeznek egy emberi és egy állati alakkal is, és kedvük szerint használják, hol az egyiket, hol a másikat. Ilyen szörny Cedric és Miranda is. Az alakváltó szörnyeken kívül sok más veszélyes teremtmény is él Meridiánon, mint például: a lurdenek, a gargoyle-ok, Sandpit, az óriáshernyók, a hermeneuta szörnyek, a mocsárcsigák, a mogriffek, vagy a Kaithim. A gargoyle-ok hatalmas sziklaszörnyek, amelyek képtelenek a beszédre. Az első és második évad során egy Gargoyle játszik fontos szerepet a történetben, s csak „A meridiáni földek harca” című részben derül ki, hogy nem csak egy gargoyle létezik, hanem ez egyben egy faj is. Az óriáshernyók, ahogy a nevükből sejteni lehet, óriási méretű hernyószerű lények. Az óriáshernyók farka egy kampószerű tüskében végződik, ezen kívül az oldalukon apró tüskék helyezkednek el, amelyek segítségével közlekednek. A hernyók hasi részén, a fejük alatt található egy nyílás, amelyen keresztül egyfajta éghetetlen, hálószerű anyagot tudnak köpni az áldozataikra. Először a „Lehull a lepel” című epizódban tűnik fel egy, majd később a „Caleb kihívása” című részben jóval több is. A hermeneuta szörnyek leginkább egy vaddisznóra hasonlítanak. A hermeneuták szemei kocsányokon lógnak, mint a csigáknak, a szájukból pedig lila nyálka folyik. A hermeneuták érdekes tulajdonsága, hogyha idegesek lesznek, láthatatlanná válnak.
A mocsárcsigák hatalmas meztelen csigákhoz hasonlító lények, amelyek kedvenc étele a hús. A mocsárcsigáknak nincs szemük, ők a szaglásuk alapján tájékozódnak, a szájuk, amely tele van fogakkal, a hasi részükön helyezkedik el, áldozataikat két, a hasi részükből, a szájuk környékéről kiinduló csápjukkal ragadják meg. Egy kifejlett mocsárcsiga több tíz méter hosszúra is megnőhet. A mogriffek testfelépítése kissé hasonlít az emberére. A mogriffeknek van két lábuk és két kezük, amelyeken hatalmas fekete karmok helyezkednek el, madárszerű fejük van, amelynek az elején egy csőr található, a hátukon a denevéréhez hasonlító szárnyak vannak, amelyek képessé teszik őket a repülésre. A mogriffek különleges képessége, hogy fel tudják venni bárkinek az alakját. A Kaithim egy ragadozó, vízben élő energiamező, amely ha vízben van, képes bármilyen formát fölvenni. A történet során eddig egy Kaithim tűnt fel, „A meridiáni földek harca” című részben. Caleb mondja el a lányoknak, hogy egy Kaithim nevű szörny birtokba vette a falu közelében lévő tavat, így a tó vize ihatatlanná vált. Caleb elmondása szerint, hogyha akár egyetlen csepp vizet is engednének a faluba, akkor abban biztosan ott lenne a Kaithim, és ha egyszer odaérne, szörnyű dolgokat művelne. Irma, Taranee, Cornelia és Hay Lin közös erővel megsemmisítik a Kaithimot az epizód végén, így a tó vize újra iható lesz.

### A Végtelen Város
A Végtelen Város egy olyan földalatti város Meridiánon, amely az egész világ felszíne alatt megtalálható. A Végtelen Város falai, padlója, mennyezete és az oszlopai is, amelyek feladata, megtartani a város fölötti földtömeget, zöld színűek. A Végtelen Város már nagyon régóta létezik, de senki sem tudja, pontosan ki építette és mikor. A város először „A munka társadalma” című epizódban tűnik fel, mikor Caleb az Őrzőkkel együtt elmegy a Mage-hez segítséget kérni.
Phobos uralkodásának idején a Végtelen Városban található a lázadók bázisa, s bár Phobos és Cedric ismerik a mondákat, hogy valahol Meridiánon létezik egy titkos város, nem találnak semmilyen bizonyítékot arra, hogy ez igaz lenne. Éppen ezért a város tökéletes búvóhely minden lázadó számára. A városba egyedül az juthat be, aki tudja, hol vannak az oda vezető titkos alagutak. A város egy pontján van egy még lejjebb vezető titkos lépcsősor, amit a város alagsorának lehetne nevezni. Itt található a vízesés, ahol a Mage él és őrzi a Végtelen Várost. A vízesés mögött van egy hatalmas szentély, ahová Phobost és a követőit zárják az első évad végén, miután legyőzik őket.
„A meridiáni földek harca” című részben Cedric követ egy lázadót és rátalál a városra. Vatheknek köszönhetően a városban tartózkodó lázadóknak sikerül elmenekülniük, mielőtt Cedric és a katonái lejutnának. Így a lázadók megmenekülnek, de a Végtelen Városban levő bázisuk Cedric és a katonái ellenőrzése alá kerül. A katonák mindent kifosztanak, kivéve azt a helyet, ahol a Mage él, aki megöli azokat, akik lemerészkednek a vízeséshez. Mikor Phobos megtámadja Meridiánt a második évad végén, a régi lázadás feléled, és új bázist hoznak létre a város egy másik pontján. Azonban Jeek megtudja, hol a lázadók új bázisa és elmondja Phobosnak, aki seregével együtt megtámadja, és romba dönti azt.
A második évadban Phobos legyőzése után Vathek lesz a szentély őre. Az évad során a szentélyt háromszor is megtámadják. Legelőször Nerissa az évad első részében. Nerissa erejét felhasználva legyőzi Vatheket és a többi őrt és kiszabadítja Mirandát. A második támadás az „Ékszer” című részben történik, mikor a Bosszú Lovagjai kiszabadítják Phobost, hogy visszavegye a trónt Elyontól. Harmadszorra Phobos támadja meg a szentélyt, miután megszerezi Nerissa Pecsétjét, és kiszabadítja az összes követőjét. Az évad végén, miután a lányok legyőzik Cedricet, Elyon újra bebörtönzi Phobost és a szolgáit, akik így ismét Vathek felügyelete alá kerülnek.

### Cavigor
A Cavigor egy hatalmas meridiáni börtön, amelyet Phobos használ, mikor ő uralja Meridiánt. A Cavigor Phobos legbiztonságosabb börtöne egész Meridiánon, mivel úgy épült, hogy könnyű legyen bejutni, de lehetetlen kijutni. A börtön teljesen a föld alatt van, leszámítva az épület felső részét, amely az egyetlen bejárata is egyben. A Cavigor felépítése hasonlít egy toronyéhoz, szintekre van osztva, hogy még jobban megnehezítse a szökést. A bejárat és az első szint között harminc méteres szakadék található, így senki, még az őrök sem tudnak kijutni. Az egyetlen ki-, és bejutási módszer a kötéllétrák használata. Míg a Cavigor felső részét egy szakadék védi, addig a legalsó szinten óriási emberevő csótányok vannak.
A Cavigor először a „Szöktetés a Cavigorból” című részben tűnik fel, mikor a lányok, Caleb és Blunk megtudván, hogy a Cavigorban tartják fogva Elyon nevelőszüleit, úgy döntenek, hogy megszöktetik őket. Will, Cornelia, Caleb és Blunk a Végtelen Városból, alulról hatolnak be a börtönbe, míg a többiek a Cavigor bejáratához csalogatják az őröket. Mikor megtalálják Brownékat, Will nyit egy átjárót a szívvel, miközben Hay Lin elindul, hogy találjon valamit, amivel az összes rabot szabadon engedheti. Hay Linnek sikerül kinyitni az összes cella ajtaját, de ezzel a tettével, tudtán kívül, az óriáscsótányokat is kiengedi. Végül sikerül mindenkit átmenekíteni az átjárón, és bezárni azt a dühöngő Cedric előtt, így Phobos és Cedric azt hiszik, hogy az Őrzők az átjárót használva jutottak be a börtönbe.
A Cavigor újra feltűnik a második évad elején. Nerissa itt talál rá a kezét vesztett Gargoyle-ra, aki csakúgy, mint Phobos többi, még el nem fogott követője, hercege legyőzése után bujkálni kényszerül. Nerissa itt veszi rá Gargoyle-t, hogy csatlakozzon a Bosszú Lovagjaihoz, és az egyik itteni rácsdarabot felhasználva pótolja levágott kezét.

### Kandrakar
Kandrakar a világegyetem központja. Meridiánhoz hasonlóan Kandrakar is egy másik világ, amelyen egyetlen épület található, Kandrakar erődje. Az erőd a levegőben helyezkedik el, s körülötte nincs más csak a kék ég és fehér felhők. Kandrakar az otthona az Orákulumnak, és Kandrakar Tanácsának tagjainak is, akik feladata, hogy fenntartsák a jó uralmát a világegyetemben. Kandrakar először a második évadban az „Árulás” című epizódban tűnik fel. A lányok épp együtt vannak Corneliánál, mikor egy különös, lila színű átjáró nyílik előttük. Will egyesíti az Őrzőket és átmennek az átjárón, majd életükben először meglátják Kandrakart, ahol a fennálló Fátyol miatt mindenre a lila szín különböző árnyalatai vetülnek.
Yan Lin fogadja a lányokat, s nem sokkal az érkezésük után Elyon, Caleb, Blunk és a Mage is csatlakozik hozzájuk. Kandrakar Tanácsának két tagja, Halinor és Althor köszönti őket, majd körbevezetik őket az erődben. Mielőtt találkoznának az Orákulummal, Halinor és Althor megismertetik az Őrzőket az Auramerekkel, az erőik forrásaival, amelyek Kandrakar erődjének egy elszigetelt termében vannak, Luba felügyelete alatt. Mikor végül találkoznak az Orákulummal, ő közli velük, hogy, mivel Phobos már nem jelent veszélyt, nincs szükség a Fátyolra, ezért a Tanács leengedi azt. A Fátyol leengedésének következtében minden visszaáll az eredeti állapotába: az ég ismét kék lesz, a felhők fehérek, és a világok között megnyílnak a régi útvonalak.
A második évad folyamán az Őrzők gyakran látogatják Kandrakart, hogy tanácsot kérjenek az Orákulumtól és a Tanács többi tagjától. Az „N, mint Nárcizmus” című részben a Pusztítás Lovagjai megtámadják az erődöt, és romba döntik azt. A csata közben Nerissa, aki a Mage-nek álcázza magát, csapdába ejti Kandrakar Tanácsát, Lubát és Halinort kivéve, egy kisebb Fátyolban. Mivel Nerissa a Meridián szívének erejével hozza létre az új Fátylat, ennek következtében csakis a szív erejével lehet megszüntetni azt, ez viszont csak akkor történhet meg, ha már nem Nerissa birtokolja a szívet.
A „Teljesítmény” című részben Phobos, miután elfoglalja Meridiánt, megtámadja Kandrakart, de mielőtt győzne, Cedric ellene fordul, és egészben lenyeli őt, így Meridián és a Végtelenség Szívének Erődje is az övé lesz. Cedric legyőzését követően Phobos kikerül áruló szolgája gyomrából, Nerissa Pecsétje szétválik Zamballa szívére és az ékszerre, amivel Nerissa elvette Elyon erejét, és mindenki, Nerissát leszámítva, kiszabadul a Pecsét fogságából. Mivel Elyon szabad és újra ő birtokolja az erejét, Kandrakar Tanácsa kiszabadul a börtönéből és nekilát az erőd újjáépítésének.

### Thanos-hegy
A Thanos-hegy egy hatalmas hófödte hegy valahol a Földön. Negyven évvel ezelőtt Nerissa a Thanos-hegyen követelte Cassidytől, hogy adja vissza neki Kandrakar szívét, miután az Orákulum elvette tőle azt. Mikor Cassidy nemet mondott, Nerissa megölte őt és elfutott. De az Orákulum elfogta és bebörtönözte őt a Thanos-hegy tetején található barlangban. Nerissa évtizedekig raboskodott a Thanos tetején, míg egy nap egy véletlen átjáró megszabadította börtönéből. Nerissa ez után Meridiánon rejtőzött el várva, hogy eljöjjön az idő, amikor cselekedhet s, amely Phobos legyőzésével elérkezett.
A Thanos-hegy először a „Tudás” című részben tűnik fel, mikor Yan Lin engedve a gyanújának a lányok új, titokzatos ellenségével kapcsolatban, ellátogat a Thanos-hegy tetejére, ahol nem talál mást csak egy üres cellát. Innentől kezdve a Thanos-hegy fontos és visszatérő helyszínné válik, hisz Nerissa gyakran használja, mint búvóhelyet. A „Vesztes” című részben Nerissa itt tartja fogva Mattet és Mr. Huggles-t, majd itt teremti meg a Pusztítás Lovagjait. A „Kegyelem” című epizódban kiderül, hogy miután Nerissa megölte Cassidyt, itt temették el a testét. Miután Yan Lin meglátogatja régi barátjának sírját, Nerissa feltámasztja Cassidy szellemét. Az „Engedelmesség” című részben, mikor Caleb megtudja, hogy Nerissa az anyja, azonnal tudja, hol keresse, és megkéri Blunkot, juttassa el őt a Thanos tetejére. Az Őrzők érkezéséig Nerissa a volt cellájában tartja fogva Caleböt, s miután kiengedi, megpróbálja a saját oldalára állítani. A „Kegyetlenség” című részben Nerissának sikerül elrabolnia és bezárnia Yan Lint a volt börtönébe, ahol rá akarja venni, hogy csatlakozzon hozzá, de bármit is ajánl neki, ő ellenáll, ezért egy Altemerét hoz létre, hogy helyettesítse vele az igazit.

### Zamballa
Zamballa akárcsak Kandrakar egy másik világ. Zamballa egész felszínét dzsungel borítja, s minden növény lila színű, ezért is hívják egyesek a „Lila bolygó”-nak. A dzsungel közepén van egy piramis, amely Zamballa királynőjének a palotája és lakhelye is egyben. Csakúgy, mint a Földön, a Zamballán is hasonlóképp telik az idő, azonban az időeltolódás a két világ között tizenkét óra. Zamballa első feltűnése a „P, mint Protektorok” című részben van, mikor Yan Lin először mesél a lányoknak a bolygóról. Yan Lin elmondja nekik, hogy negyven évvel ezelőtt, mielőtt Kandrakar Tanácsa felemelte volna a Fátylat, Phobos herceg megtámadta a Zamballát remélve, hogy elfoglalhatja. De neki, Halinornak és Kadmának sikerült megállítaniuk őt. A zamballaiak olyan hálásak voltak, hogy odaadták Kadmának a Zamballa szívét, aki ezt követően ott maradt a Zamballán, és a bolygó királynője lett.
Tudva, hogy Nerissa újabban régi Őrzőket gyűjt, Yan Lin úgy érzi, hogy figyelmeztetniük kell Kadmát, ezért a lányokkal, Calebbel és Blunkkal együtt elmegy a Zamballára. De Nerissa és a Lovagjai, az Őrzőknek álcázva magukat, már megtámadták Zamballát, így mikor megérkeznek, a zamballaiak rájuk támadnak, mivel azt hiszik, hogy ők dúlták fel a dzsungelt. Miután Kadma, Taranee-t kivéve mindenkit bebörtönöz, rájön, hogy azok, akik megtámadták az alattvalóit, nem is Őrzők. Végül Kadma, Taranee és néhány zamballai legyőzik Nerissát és a Lovagjait. Ezt követően Nerissa csapdát állít Kadmának és a lányoknak, akik elhiszik, hogy Nerissának és a Lovagjainak semmi esélyük velük szemben, és eltervezik, hogy visszaszerzik Nerissától a Meridián szívét. Nerissa terve működik – Kadma egyesíti Zamballa szívét Meridián szívével, de a szabály értelmében, nem veheti el tőle erővel, így a két szív egyesüléséből létrejövő ékszer visszakerül hozzá. Mikor Will elmondja a többieknek és Ironwoodnak, a zamballaiak vezetőjének, mi történt Kadmával és a szívvel, Ironwood száműzi az Őrzőket és a társaikat, nehogy Nerissa visszatérjen.
A „Kegyetlenség” című részben Zamballa újra feltűnik, mikor Hay Lin, Yan Lin és Blunk Nerissa elől menekülnek, hogy megvédjék tőle Yan Lint. Menekülésük közben Blunk a Tonga Foggal elviszi őket Zamballára, ahol Ironwood és még néhány zamballai segít nekik megszökni Nerissa és a Lovagjai elől. A második évad végén Kadma visszatér Zamballára a szívvel, lemond a királynőségről, átadja Zamballa szívét Ironwoodnak, majd hazatér a Földre.

### Aridia
Aridia is egy másik világ, csakúgy, mint Zamballa. Mivel Aridia egyetlen epizódban szerepel, nem túl sokat tudni róla. Aridia egy kopár, sziklás felszínű bolygó, amelynek úgy tűnik, hogy a lakói hatalmas sziklaszerű lények, akik felépítésükben kissé hasonlítanak az emberekre, és képesek érezni és gondolkodni is. Ezeken a szikla lényeken kívül, Aridián még egyéb teremtmények is élnek, amelyek leginkább a rovarokra hasonlítanak. Aridia először a „Győzelem” című részben tűnik fel, mikor Nerissa megpróbálja megszerezni Aridia szívének az erejét, hogy általa még erősebbé váljon.